# Margareta Engström
För journalisten född 1950, se Margaretha Engström

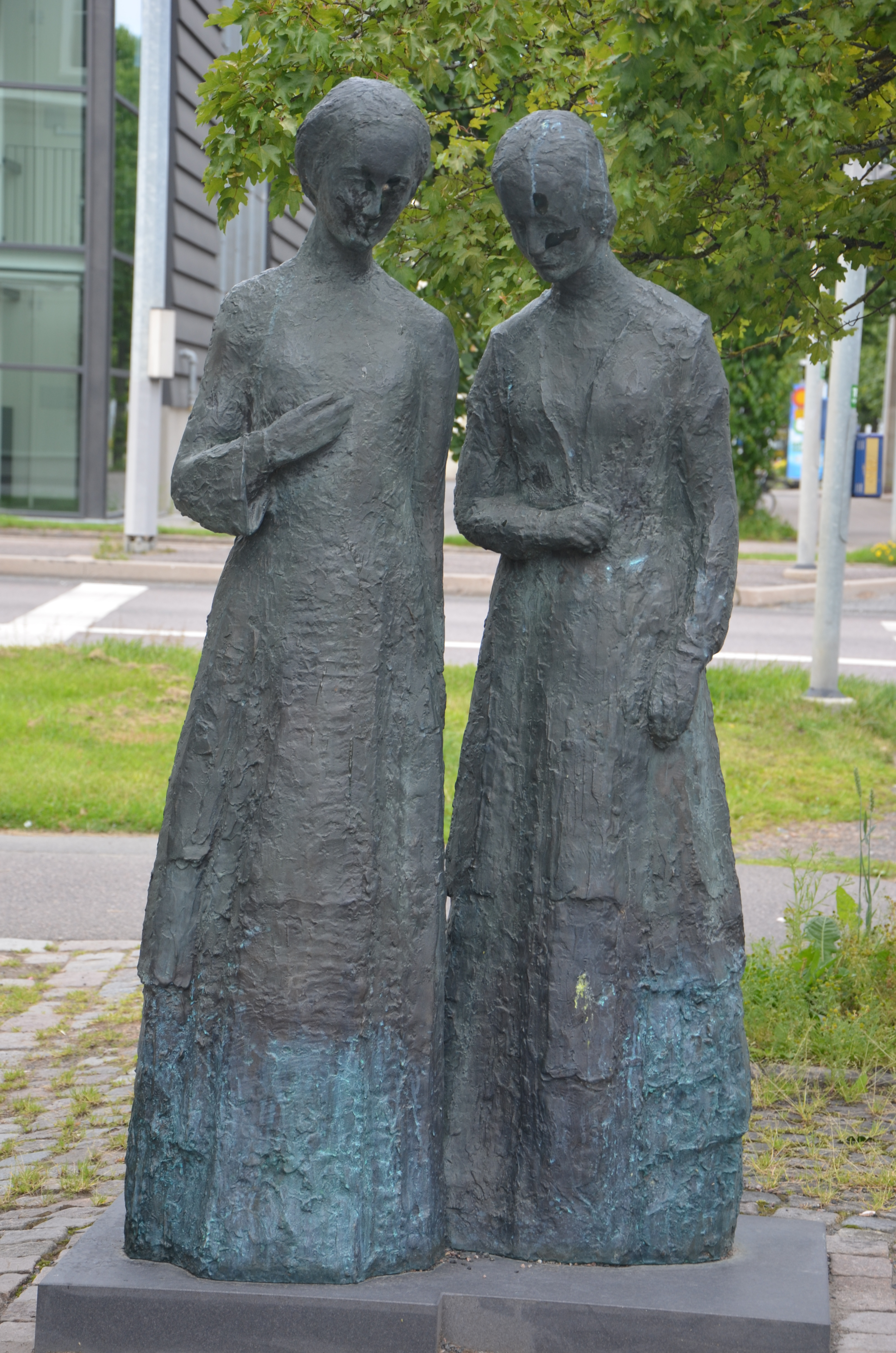
Samtal i Jönköping, föreställande Lina Sandell och Aurore Storckenfeldt

Rut Anna Margareta Engström, född den 29 oktober 1935 i Bankeryds församling, Jönköpings län, död där den 8 april 2014, var en svensk skulptör, målare och tecknare.
Engström utbildade sig vid Académie Libre och Konstakademien i Stockholm.
Hon var dotter till disponenten Sture Engström och Margit, ogift Jonsson.
Margareta Engström är begravd på Dunkehalla kyrkogård.

## Offentliga verk i urval
- Fågelsträck, brons, 1965, Rosariet, Rosenlund i Jönköping
- Johan, brons, 1967, Esplanaden i Huskvarna
- Husqvarna hvattenfall hvilket lyser silfverhvitt i dagen, rostfritt stål, 1974, Esplanaden i Huskvarna
- Gud, låt min själ få komma till mognad innan den ska skördas, brons, 1984, Unions seniorboende i Huskvarna
- Samtal, brons, 1996, Gelbgjutargatan i Jönköping